# Iscomar
Iscomar es el acrónimo de Isleña Marítima de Contenedores S.A., que fue una empresa de transporte marítimo fundada en Mahón (Menorca) en el año 1997 y con sede en Palma de Mallorca.
Integrada en el GRUPO CONTENEMAR -líder nacional en el transporte marítimo en contenedores y actividades auxiliares del transporte de mercancías -, su actividad se centraba en el tráfico marítimo de contenedores, carga rodada y vehículos entre la Península, las islas Baleares y el tráfico interinsular.

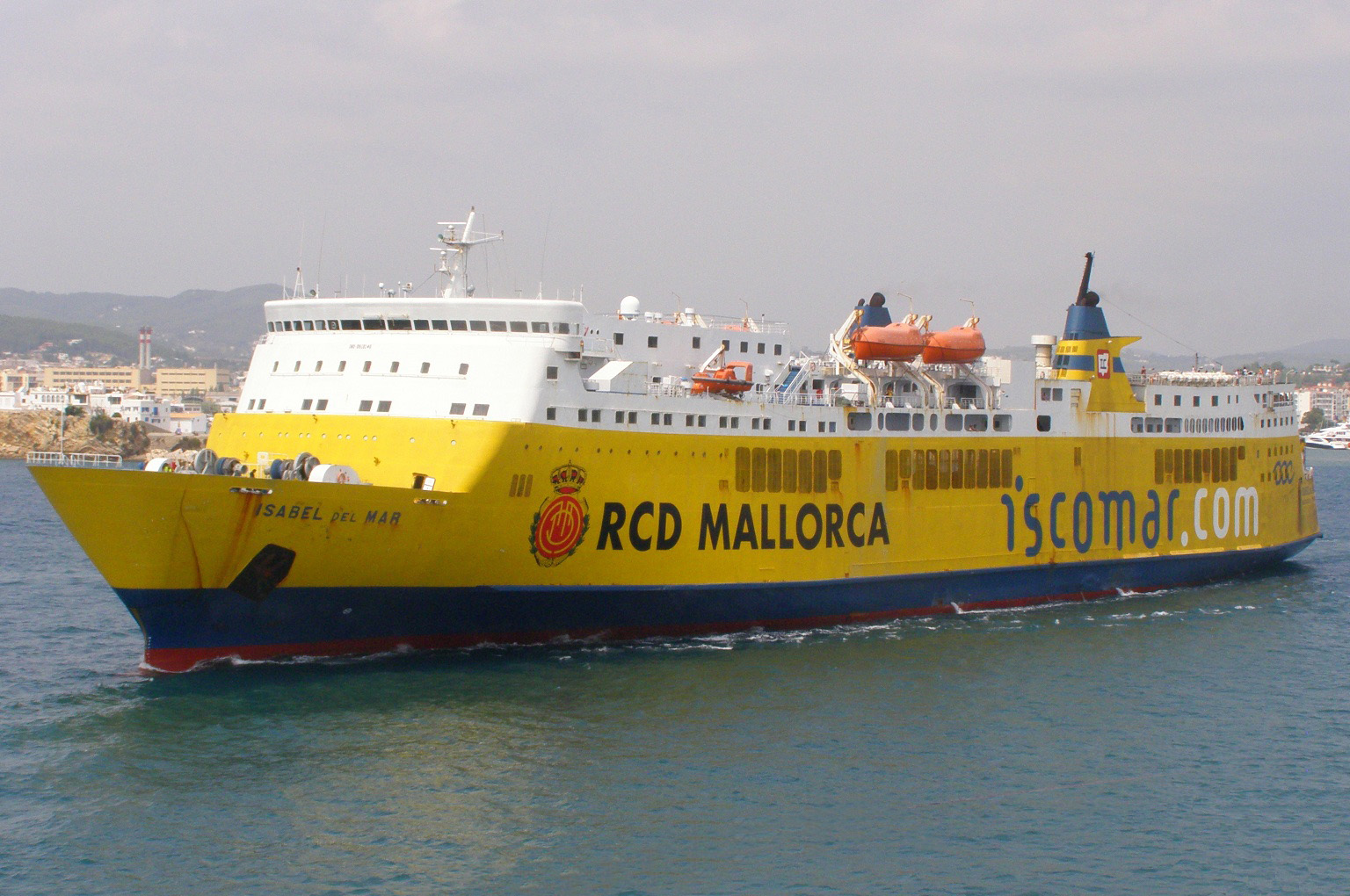
Isabel del Mar saliendo del Puerto de Ibiza

Su eslogan era "Navega en amarillo" haciendo alusión al característico color amarillo de la imagen corporativa de la marca.

## Historia
En el año 1998, la empresa decidió ofrecer el servicio de transporte de pasajeros, poniendo en marcha en ese mismo año la línea Alcudia (Mallorca)-Ciudadela de Menorca (Menorca), dirigida a pasaje, vehículos y carga autopropulsada.
En el año 2002 se lanzaron otras dos líneas de pasaje, vehículos y carga autopropulsada: Barcelona-Palma de Mallorca y Denia-Ibiza-Palma de Mallorca.
En el 2004 se inauguran las líneas entre Valencia-Palma, Mahón-Palma de Mallorca, Mahón-Barcelona y Mahón-Valencia de las mismas características que las anteriores.
En el 2005 Iscomar abre una nueva línea Ibiza-Formentera únicamente para pasaje y vehículos. Servicio que es ofrecido por la embarcación "Pitiusa Nova"
En 2007 el buque "Don Pedro", se hunde tras colisionar con el islote de "Es Daus", muy cerca del Puerto de Ibiza, provocando una importante "Marea Negra" no del todo solucionada ya que las playas siguen impregnadas de fuel, gasoil y aceite. El "Carmen del Mar" choca contra el espeque de "Es Freus" y lo destruye, quedando sin esta importante guía para la navegación, ya que es una zona en la que abundan las rocas.
En 2009 la empresa presenta concurso de acreedores y un expediente de regulación de empleo.
En 2016 la empresa deja de operar con la cancelación de la ruta Ciudadela - Alcudia.

## Flota
La flota de ISCOMAR estaba compuesta por 5 buques de pasaje y carga autopropulsada 
- Nura Nova (cancelado en septiembre de 2016 y vendido a Trasmediterranea, desde 2017 vuelve a cubrir la línea Ciudadela-Alcudia bajo la dirección de dicha compañía)[2]
- Patricia del Mar. Vendido a Ustica Lines y renombrado Ammari.
- Carmen del Mar (del 02.07.07 hasta el 14.07.07 retenido en el puerto de Denia, perdió temporalmente los permisos para transportar pasaje por la falta de seguridad e higiene) Fue desguazado en Aliaga en 2008.
- Mercedes del Mar. Vendido a intereses griegos, después de ser precintado en Valencia por impagos a las tripulaciones. Luego de navegar para European Seaways con el nombre de Bridge, fue fletado por Baleària para la OPE 2018, ocasionando muchos problemas. En noviembre de 2018 vuelve a ser fletado por Balearia por la avería del Poeta López Anglada.
- Blanca del Mar (fletado en Time-Charter) Devuelto a los propietarios y estaba amarrado en el Río Fal
- Isabel del Mar. El último barco adquirido en propiedad. Operó entre 2008 y 2.009. En líneas Península-Baleares. Desguazado años después.

Un fast ferry de pasaje 
- Pitiusa Nova, ahora llamado Formentera Direct y propiedad de Baleària.

Y dos buques únicamente de carga 
- Don Pedro (Hundido en Ibiza, en la zona de los islotes de "Es Daus", a 40 metros)[3]
- Don Fernando. Vendido y renombrado Aviva.

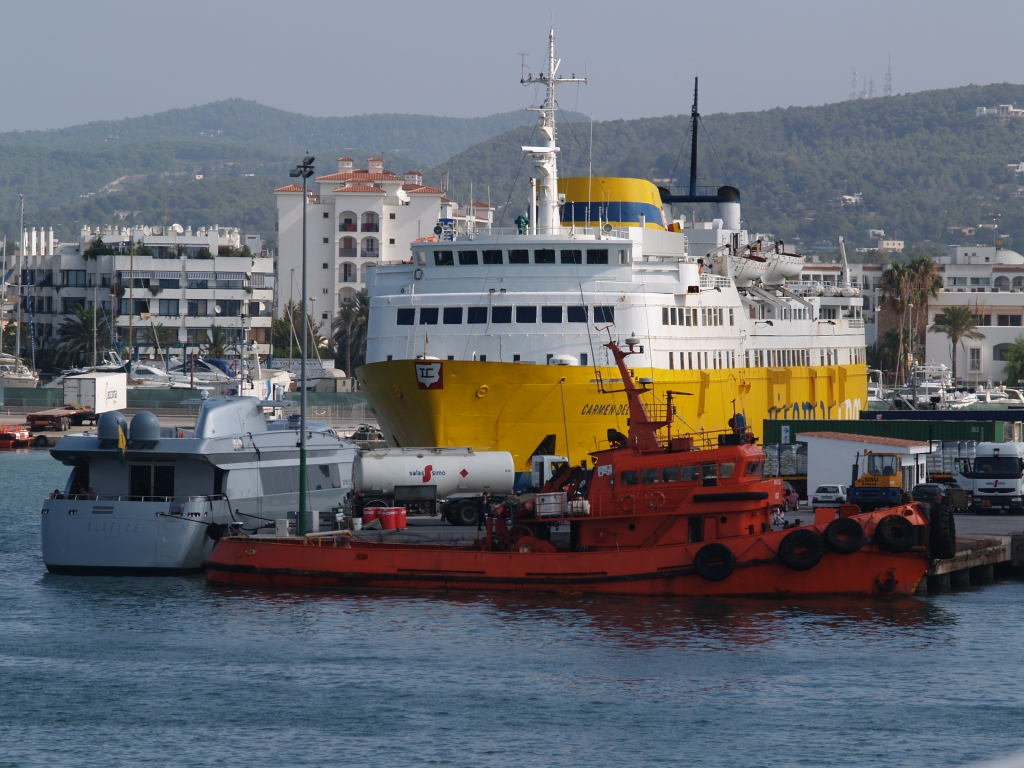
Carmen del Mar en el Puerto de Ibiza

## Rutas comerciales ofertadas
- Mahón-Palma
- Mahón-Valencia
- Denia-Ibiza-Palma
- Ibiza-Formentera
- Palma-Barcelona
- Palma-Valencia
- Barcelona-Ibiza
- Barcelona-Mahón
- Alcudia-Ciudadela (a partir de septiembre de 2009 única línea operativa)(cancelada en septiembre de 2016)[4]